# Martin Toft Madsen
Martin Toft Madsen (* 20. Februar 1985 in Birkerød) ist ein dänischer Radrennfahrer.

## Sportliche Laufbahn
2012 wurde Martin Toft Madsen Mitglied im damaligen Team Bornholm Pro Cycling, für das er seitdem ohne Unterbrechung an den Start geht. Von 2016 bis 2018 wurde er dreimal in Folge dänischer Zeitfahrmeister. 2017 und 2018 gewann er zudem den renommierten Zeitfahrwettbewerb Chrono des Nations.
Am 26. Juli 2018 versuchte Toft Madsen auf dem Velódromo Bicentenario im mexikanischen Aguascalientes (Höhe rd. 1880 Meter) den Stundenweltrekord von Bradley Wiggins vom 7. Juni 2015 über 54,526 Kilometer zu verbessern. Er legte in 60 Minuten 53,63 Kilometer zurück, so dass ihm schließlich 896 Meter zur Bestmarke von Wiggins fehlten. Damit gelangen ihm aber die bislang zweitweiteste Distanz, die in der Stunde zurückgelegt wurde, und ein neuer dänischer Stundenrekord. 2021 wurde er hinter Stefan Küng Zweiter des Zeitfahrens Chrono des Nations. 
2023 und 2024 entschied Toft Madsen wiederholt Rennen des nationalen Kalenders für sich, unter anderem vier Einzelzeitfahren. International blieb er seit 2019 ohne zählbaren Erfolg.

## Erfolge

### Straße
2016
- Dänischer Meister – Einzelzeitfahren

2017
- Chrono des Nations
- Dänischer Meister – Einzelzeitfahren

2018
- Dänischer Meister – Einzelzeitfahren
- Hafjell Grand Prix
- Chrono Champenois
- Duo Normand (mit Rasmus Christian Quaade)
- Chrono des Nations

2019
- eine Etappe Dänemark-Rundfahrt